# De le Vingne
De le Vingne was een notabele en adellijke Belgische familie uit Doornik.

## Genealogie
- Bon Gaspar de le Vingne (1747-1816), x Catherine Miroult (1750-1821)
  - Jean-Baptiste de le Vingne (1779-1841), voorzitter van de handelsrechtbank in Doornik, x Rosalie Périer (1782-1855)
    - Adolphe de le Vingne (zie hierna)

  - Henri Joseph de le Vingne (1791-1837) x Albertine Goblet (1794-1849)
    - Albert de le Vingne (zie hierna)

## Adolphe de le Vingne
- Bon Adolphe Jean Baptiste François Joseph de le Vingne (Doornik, 25 augustus 1804 - Elsene, 19 september 1880) werd provincieraadslid in Henegouwen en kamervoorzitter bij het hof van beroep in Brussel. Hij trouwde in Bergen in 1858 met Mathilde Petit (1828-1902). Hij werd in 1868 erkend (voor zoveel als nodig verheven) in de erfelijke Belgische adel.
  - Albert de le Vingne (1863-1937), x Juliette de Macar (1865-1948). Ze kregen tien kinderen, met talrijke afstammelingen tot heden.

## Albert de le Vingne
Albert Bon Henri de le Vingne (Doornik, 26 april 1820 - 26 juni 1889) was bankier en voorzitter van de handelsrechtbank van Doornik, voorzitter van het Bureel van Weldadigheid en consul van Mexico. Hij was getrouwd met Eugénie Dumortier (1821-1913), dochter van minister van staat Barthélémy Du Mortier. In 1870 werd hij erkend (voor zoveel als nodig verheven) in de erfelijke Belgische adel.
Het echtpaar had twee dochters.